# Scleropauropus caesariatus
Scleropauropus caesariatus är en mångfotingart som beskrevs av Paul Auguste Remy 1955. Scleropauropus caesariatus ingår i släktet hårdfåfotingar, och familjen fåfotingar. Inga underarter finns listade i Catalogue of Life.